# Малая Пяша
Малая Пяша — река в России, протекает по территории Бековского района Пензенской области. Устье реки находится в 10 км по левому берегу реки Пяши. Длина реки — 13 км, площадь водосборного бассейна — 47,7.

## Данные водного реестра
По данным государственного водного реестра России относится к Донскому бассейновому округу, водохозяйственный участок реки — Хопёр от истока до впадения реки Ворона, речной подбассейн реки — Хопер. Речной бассейн реки — Дон (российская часть бассейна).